# Мирна конференція у Ніагара-Фолс

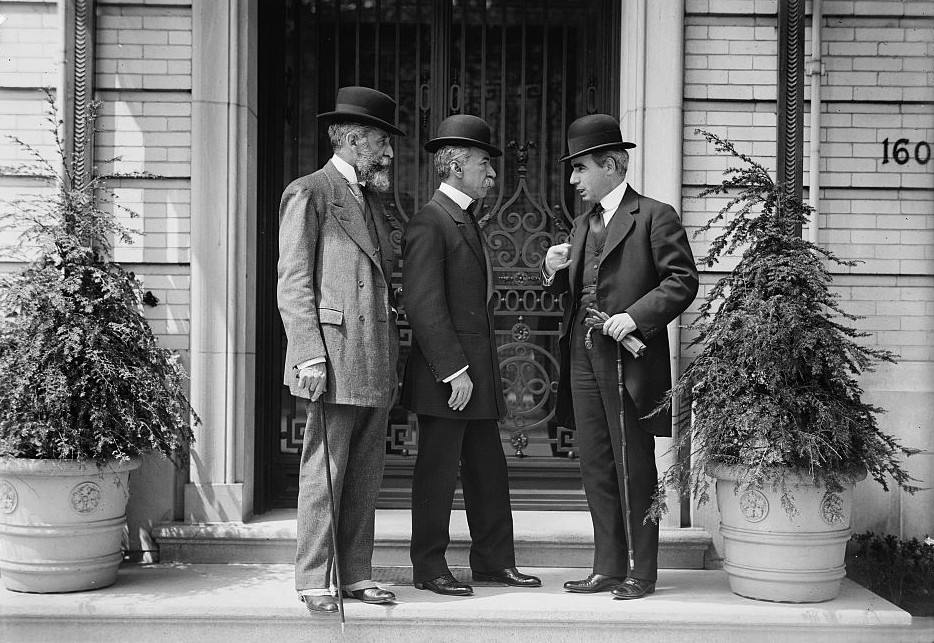
Посли американських країн на конференції

Мирна конференція в Ніагара-Фолс, також відома як Конференція Ей-Бі-Сі (англ. ABC Conference) — дипломатична конференція, що відбулася в травні — червні 1914 в канадському місті Ніагара-Фолс. У переговорах брали участь представники трьох американських держав - Аргентини, Бразилії та Чилі (так званих держав Ей-Бі-Сі). Метою конференції було недопущення війни між США та Мексикою в період Мексиканської революції.
У лютому 1913 в Мексиці стався військовий переворот, внаслідок якого владу захопив генерал Вікторіано Уерта. З цього моменту відносини між Мексикою та США почали стрімко погіршуватись. 9 квітня 1914 дев'ять американських військових моряків заарештовані мексиканською владою в Тампіко. У відповідь на ці дії адміністрація президента США Вудро Вільсона санкціонувала окупацію мексиканського порту Веракрус, що почалася 21 квітня 1914. Після цього всі дипломатичні контакти між двома державами було розірвано.
Конференція в Ніагара-Фолс скликана з ініціативи Аргентини, Бразилії та Чилі. Делегатами були посли цих країн у США – Ромуло Себастьян Наон (Аргентина), Домініко да Гама (Бразилія) та Едуардо Суарес Мухіка (Чилі). США представляли колишній Генеральний соліситор Фредерік Леманн та член Верховного суду Джозеф Ламар. Генерал-губернатор Канади влаштував для делегатів розкішний прийом у готелі Кінг Едвард.
Переговори тривали наприкінці травня та на початку червня, але не призвели до укладання миру. Суперник Уерти, Венустіано Карранса, відмовився підтримати запропоноване учасниками конференції створення тимчасового уряду. Втім, вже в липні 1914 Вікторіано Уерта подав у відставку і втік з Мексики, що на якийсь час стабілізувало американо-мексиканські відносини.
У березні 1916 після нападу Панчо Вільї на Коламбус у штаті Нью-Мексико американський уряд знову ввів на територію Мексики свої війська.